# Olenecamptus baliensis
Olenecamptus baliensis es una especie de escarabajo longicornio del género Olenecamptus, categorizada en la tribu Dorcaschematini, de la subfamilia Lamiinae. Fue descrita por Yokoi en 2022.

## Descripción
Mide 13,8-21,5 mm de longitud.

## Distribución
Se distribuye por Indonesia.